# Ричланд (окръг, Северна Дакота)
Вижте пояснителната страница за други значения на Ричланд.
Окръг Ричланд (на английски: Richland County) е окръг в щата Северна Дакота, Съединени американски щати. Площта му е 3745 km², а населението - 16 351 души (2017). Административен център е град Уопитън.